# Corcuera
Corcuera é um município de  quinta classe de renda municipal (d) na província Romblon, nas Filipinas. De acordo com o censo de 1 de maio  de  2020 possui uma população de 10 112 pessoas e 2 511 domicílios.